# ثيودور ر. ديفيس
ثيودور ر. ديفيس (بالإنجليزية: Theodore R. Davis)‏ هو فنان أمريكي، ولد في 1840 في بوسطن في الولايات المتحدة، وتوفي في 10 نوفمبر 1894 في اسبيري بارك في الولايات المتحدة.

## معرض صور

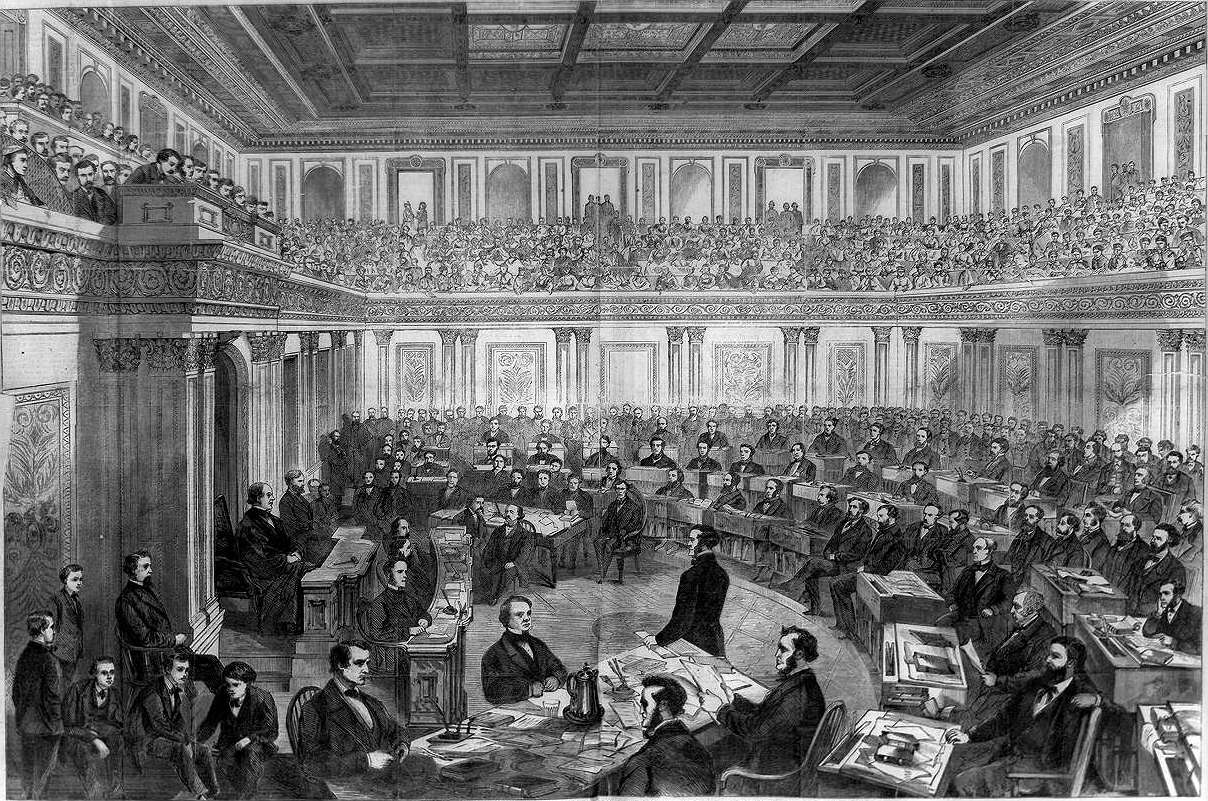
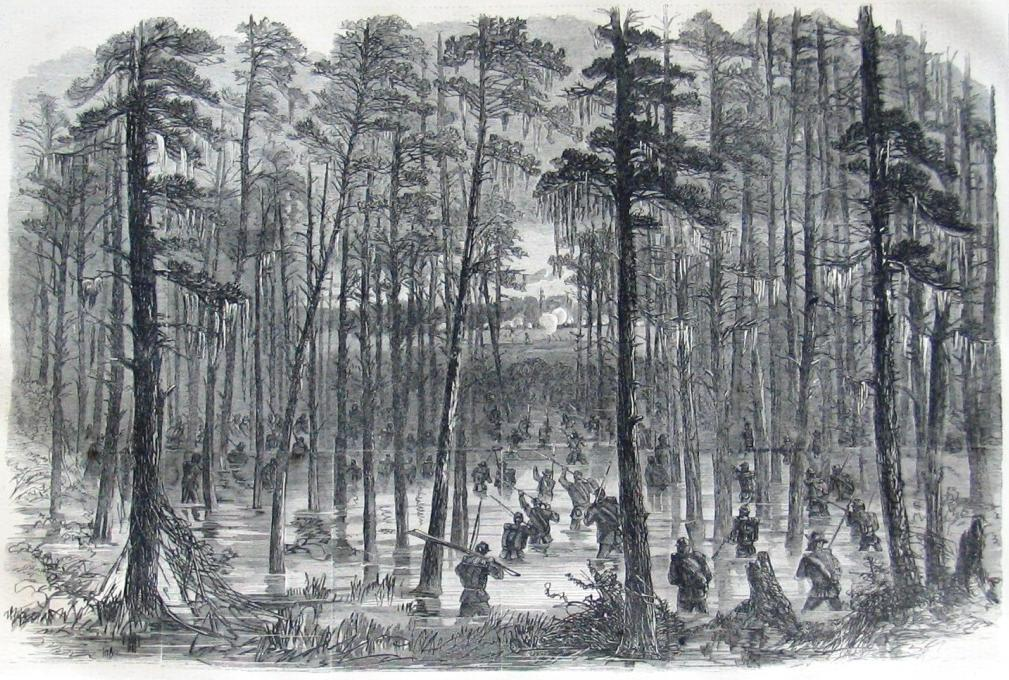
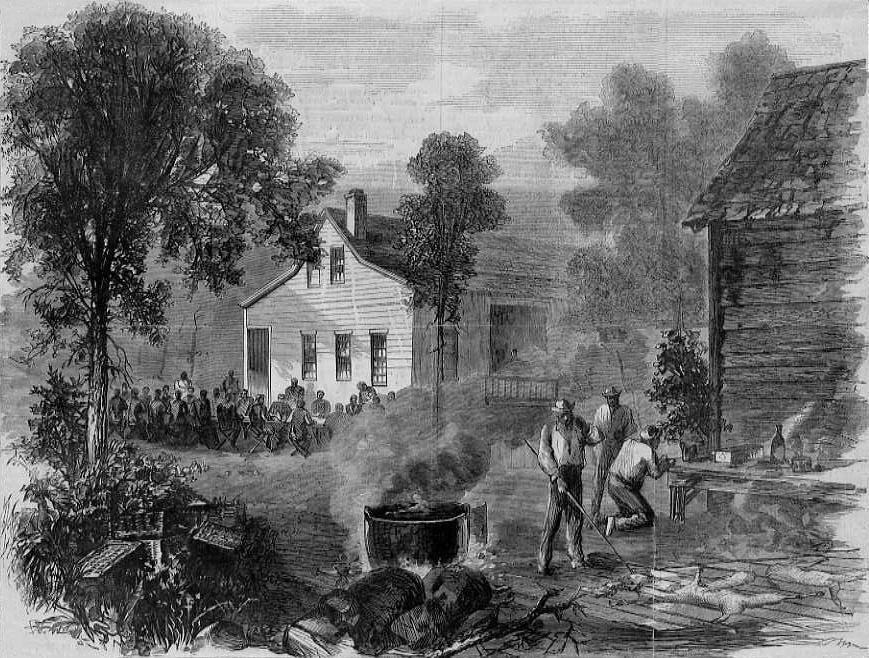
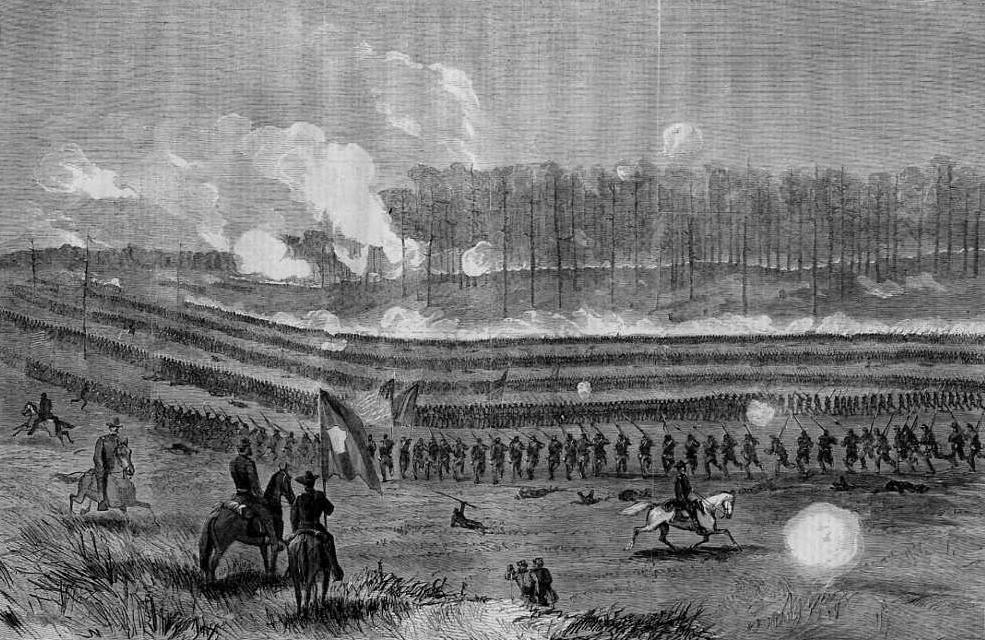